# نشانگان کریگلر نجار
نشانگان کریگلر نجار (به انگلیسی: Crigler–Najjar syndrome) یک اختلال ژنتیکی بسیار نادر است که در آن فرد نمی‌تواند بیلی‌روبین را تغییر داده و از بدن پاکسازی نماید. شیوع آن یک مورد در هر یک میلیون تولد است و دو نوع دارد.

## چرخهٔ تجزیه هم
هموگلوبین موجود در گلبول‌های قرمز پس از تخریب، به یک مولکول هم و اسید آمینه تجزیه می‌شود. حلقهٔ هم نیز تجزیه شده و تبدیل به یک مولکول بیلی‌وردین و نهایتاً تبدیل به بیلی‌روبین می‌شود. این بیلی‌روبین، بیلی‌روبین غیرکونژوگه بوده و در آب نامحلول است؛ بنابراین در ادرار و صفرا دفع نمی‌شود ولی محلول در چربی بوده و از سد خونی مغزی و جفت عبور می‌کند (آسیب به مغز و جنین). بیلی‌روبین غیرکونژوگه در داخل کبد توسط آنزیم UDP گلوکورونیل ترانسفراز با ۲ مولکول اسید گلوکورونیک پیوند برقرار کرده و تبدیل به بیلی‌روبین کنژوگه می‌شود. بیلی‌روبین کنژوگه، محلول در آب است. بیلی‌روبین بعد از کونژوگاسیون وارد صفرا شده و از آن‌جا وارد رودهٔ کوچک شده و دفع می‌گردد.

## نشانگان کریگلر نجار نوع ۱
نشانگان کریگلر نجار نوع ۱ با بالا بودن شدید بیلی‌روبین غیرکونژوگه در حد ۲۰ تا ۴۵ مشخص می‌شود. بیماری در دورهٔ نوزادی ظاهر شده و تا پایان عمر باقی می‌ماند. مشکل اصلی این بیماران، فقدان آنزیم کبدی گلوکورونیل ترانسفراز است. اغلب، بیلی‌روبین بالا باعث آسیب دائمی به دستگاه عصبی (اصطلاحاً کرن‌ایکتروس) می‌شود. زردی، چند روز پس از تولد آغاز می‌شود. اگر پیوند کبد انجام نشود، به‌علت ایجاد آنسفالوپاتی بیلی‌روبین دیررس که غالباً متعاقب یک بیماری تب‌دار روی می‌دهد، بیمار فوت می‌کند. اگر بیمار دچار آسیب عصبی نشده باشد انجام این اقدامات باعث بهبود وضعیت بیماران خواهد شد:
نوردرمانی (نور آبی یا سفید به‌مدت ۱۲ ساعت در روز)، انتقال خون، مهارکننده‌های آنزیم هِم‌اُکسیژناز مانند پروتوپورفیرین روی، ترکیبات کلسیم خوراکی، پیوند کبد زودرس

## نشانگان کریگلر نجار نوع ۲
در این بیماری نیز کمبود آنزیم گلوکورونیل ترانسفراز داریم (حدود ۱۰٪ انسان سالم) ولی شدت کمبود، خفیف‌تر از نوع ۱ است چون بیلی‌روبین خیلی بالا نیست و مشکلات عصب‌شناسی (کرن‌ایکتروس) در این‌ها شایع نیست. اگرچه معمولاً این بیماری را در سنین شیرخوارگی تشخیص می‌دهند اما گاهی تا سن جوانی هم تشخیص داده نمی‌شود. با تجویز فنوباربیتال (محرک آنزیم ترانسفراز)، می‌توان سطح بیلی‌روبین سرم را به ۳ تا ۵ رساند. اگرچه بروز مشکلات عصبی در این نوع اندک است اما زردی نه تنها در شیرخوارگی، بلکه در بالغین، غالباً در شرایط بیماری همراه گرسنگی، یا به‌علت سایر عواملی که به‌طور موقت زردی را افزایش می‌دهند، رخ داده‌است. درمان با فنوباربیتال به‌طور گسترده به‌کار می‌رود. یک دوز دارو هنگام خواب غالباً برای نگهداری غلظت بیلی‌روبین پلاسما در حد طبیعی، کافی است.

## تشخیص و درمان
- تشخیص نشانگان کریگلر نجار با اندازه‌گیری سطح بیلی‌روبین و اندازه‌گیری سطح آنزیم گلوکورونیل ترانسفراز در بافت کبدی پس از بافت‌برداری است.
- استفاده از نوردرمانی در سنین بالای چهار سال، به‌دلیل این‌که ضخامت پوست، مانع از تأثیر نور بر بیلی‌روبین سرم می‌شود، اثربخشی زیادی ندارد. نور، موجب تبدیل بیلی‌روبین به ایزوفرم‌های محلول‌تر در آب می‌شود.
- ترکیبات کلسیم و کربنات خوراکی با پیوند با بیلی‌روبین داخل روده مانع از بازجذب بیلی‌روبین از روده می‌شوند.
- به‌نظر می‌رسد هر دو تیپ این نشانگان، الگوی وراثتی اتوزومال مغلوب دارند.
- در حالت طبیعی، صفرا کدر است. در نشانگان کریگلر نجار نوع ۱، صفرا بی‌رنگ و در نوع ۲، رنگی است.
- روش‌های ژنتیک برای درمان این بیماری در راهند.